# Koninkrijk der Nederlanden
Het Koninkrijk der Nederlanden, dat bestaat sinds 1813, is een soevereine staat waarbinnen sinds 2010 vier landen worden onderscheiden: Nederland, Aruba, Curaçao en Sint Maarten. Deze landen zijn nominaal gelijkwaardige onderdelen van het koninkrijk, maar met verschillende staatkundige posities: de Caribische landen zijn autonoom door het Statuut voor het Koninkrijk der Nederlanden, sinds 1954 het leidende document voor het koninkrijk, maar ze beslissen ook mee over door het Statuut benoemde koninkrijksaangelegenheden, voor zover die aangelegenheden deze drie gebieden raken.
Het koninkrijk wordt bestuurd door de instellingen die in het Statuut worden genoemd en in de Grondwet voor het Koninkrijk der Nederlanden zijn geregeld. Voor het bestuur over Nederland gelden de bepalingen van de Grondwet. De Grondwet is ouder dan het Statuut en was tot 1954 het leidende document van het koninkrijk. Nog steeds is het echter (volgens artikel 5 van het Statuut) het document dat de in het Statuut genoemde instellingen van het koninkrijk constitueert en regelt behoudens aanvullingen in het Statuut voor Koninkrijksaangelegenheden die Aruba, Sint Maarten of Curaçao raken of worden geacht te raken.
Daarom treedt Nederland, de jurisdictie waar de Grondwet de staatsinrichting bepaalt, als enige van de vier landen, naar binnen en naar buiten op in de hoedanigheid van het Koninkrijk der Nederlanden. Deze unieke regeling maakt dat er wel wordt gesproken over een verband met federale trekken. Aruba, Curaçao en Sint Maarten kennen elk een eigen Staatsregeling. Het zwaartepunt in de verhoudingen berust zowel feitelijk als juridisch bij Nederland of beter gezegd de grondwettelijke instellingen. Het Statuut voor het Koninkrijk der Nederlanden van 28 oktober 1954 bevat de hoogste staatsregeling van het koninkrijk.
Van 1954 tot 1975 was ook Suriname een autonoom land binnen het koninkrijk. De Nederlandse Antillen waren een autonoom land van 1954 tot hun opheffing in 2010.

## Geschiedenis

### Voorgeschiedenis
Voordat het koninkrijk der Nederlanden gevormd werd kende het koninkrijk een voorloper in de vorm van het Koninkrijk Holland. Keizer Napoleon stichtte deze staat in 1806 uit de Bataafse Republiek en stelde zijn broer Lodewijk Napoleon aan als koning in Holland. De Bataafse natie reageerde vervolgens lauw op het einde van de Republiek en de eerste Nederlandse koning sinds de zestiende eeuw. Lodewijk paste vervolgens in het koninkrijk de napoleontische politiek van centralisatie en uniformering toe, maar Napoleon besloot in 1810 om alsnog het koninkrijk in te lijven. Het koninkrijk Holland vormde een belangrijk antecedent voor het Koninkrijk der Nederlanden.

### Vorming van het Verenigd Koninkrijk
Tussen 1810 en 1813 maakte Nederland onderdeel uit van het Eerste Franse Keizerrijk. Nadat Napoleon de volkerenslag bij Leipzig verloor was de opmars van de coalitielegers niet meer te stuiten. Op 15 november 1813 trokken de Franse troepen zich uit Amsterdam terug naar Utrecht en in Den Haag liet het Driemanschap van 1813 op 17 november een proclamatie uitgaan dat begon met de tekst: "Oranje boven. Holland is vrij. (...) Alle de Aanzienlijken komen in de Regeering. De Regeering roept den Prins uit tot Hooge Overheid." Op 30 november arriveerde prins Willem Frederik van Oranje-Nassau in Nederland en op 2 december aanvaardde hij de soevereiniteit onder "waarborging eener wijze constitutie".
Dit betrof echter aanvankelijk enkel de zogeheten Noordelijke Nederlanden. Willem I had samen met Gijsbert Karel van Hogendorp de ambitie voor een omvangrijk koninkrijk. Zij wilden de Zuidelijke Nederlanden samen met Luxemburg en het gebied tussen Rijn, Maas en Moezel toevoegen aan zijn rijk. De Britten steunden de ambities van de Oranjevorst, maar ze waren afhankelijk van de andere grote mogendheden. Op 21 juni 1814 gingen de geallieerden akkoord met de Acht Artikelen van Londen, waarmee de Zuidelijke met de Noordelijke Nederlanden werden samengevoegd. Anderhalve maand later, op 1 augustus 1814 aanvaardde Willem I de soevereiniteit over de Zuidelijke Nederlanden nadat hij goedkeuring had gekregen van de grote Europese staten. Op 16 maart 1815 nam de vorst de titel koning der Nederlanden aan. Daarmee was het Koninkrijk der Nederlanden een feit.
In 1816 werden, na onderhandelingen tussen Nederland en Pruisen, de bij Pruisen behorende exclaves van het hertogdom Kleef gelegen in de Liemers en de Over-Betuwe Nederlands. De laatste onderhandelingen over de grenzen tussen Pruisen en Nederland werden in 1817 gevoerd.

### Belgische Revolutie en Luxemburg
In 1830 scheidde België zich door middel van de Belgische Revolutie af van het Koninkrijk der Nederlanden. Dit koninkrijk erkende de onafhankelijkheid van België, waarna een deel van het groothertogdom Luxemburg tot 1890 verder ging als zelfstandige staat in personele unie met Nederland. Het deel van de provincie Limburg dat voor het koninkrijk behouden bleef kreeg als hertogdom Limburg binnen de Duitse Bond in personele unie met Nederland een soortgelijke status als Luxemburg had. Dit gebeurde om de Duitse Bond te compenseren voor die gebiedsdelen van het groothertogdom Luxemburg die aan België waren toegevallen. Daarbij bleven de steden Maastricht en Venlo buiten de Duitse Bond, hoewel ze deel uitmaakten van het hertogdom. Aan deze status van het hertogdom Limburg kwam in 1867 een einde nadat de Duitse Bond was opgeheven. Sindsdien is Limburg een gewone provincie van Nederland, hoewel de Koning de titel hertog van Limburg (eveneens tot 1890) bleef voeren.

### Koloniale rijk
Het Koninkrijk der Nederlanden bezat koloniën in andere werelddelen. Dit waren Nederlands-Indië, Suriname, de kolonie Curaçao en Onderhorigheden, en kleine gebieden in West-Afrika (tot 1872). In 1922 werden alle verwijzingen naar de koloniën uit de grondwet gehaald en werd er voortaan gesproken over overzeese rijksdelen. Het nieuwe artikel 1 bepaalde voortaan dat het Koninkrijk der Nederlanden bestond uit het grondgebied van Nederland, Nederlands-Indië, Suriname en Curaçao. Daarmee werd de term "Nederland" voor het eerst gebruikt voor het gebiedsdeel dat tot dan toe meestal werd aangeduid als het "(Konink)rijk in Europa". De rijksdelen werden hiermee overigens niet gelijkwaardig. Artikel 2 van de grondwet hield de overzeese gebiedsdelen grotendeels buiten het staatsbestel ("De Grondwet is alleen voor het Rijk in Europa verbindende, voor zover niet het tegendeel daaruit blijkt"). Het gebiedsdeel Nederland werd direct door het koninkrijk bestuurd, waardoor "Nederland" en het "Koninkrijk der Nederlanden" in de dagelijkse praktijk synoniemen bleven. Het bestuur van de overzeese rijksdelen werd geregeld in drie wetten op de staatsinrichting die nog altijd veel bevoegdheden aan de gouverneur(-generaal) toekenden; de organen met een volksvertegenwoordigend karakter hadden vooral een adviesfunctie.

### Moderne geschiedenis
De Tweede Wereldoorlog begon voor Nederland toen het land op 10 mei 1940 werd aangevallen en in de dagen daarna bezet door nazi-Duitsland. Enkele dagen na de eerste aanval vertrok koningin Wilhelmina met de voltallige koninklijke familie per schip uit Hoek van Holland naar Londen. Wilhelmina bleef in Londen, samen met de Nederlandse regering in ballingschap, waarvan de meeste ministers diezelfde dag eveneens naar Londen waren gevaren. Er was daar geen parlement. Kroonprinses Juliana en haar dochters Beatrix en Irene reisden een maand later door naar Canada.
Nederlands-Indië werd in januari 1942 bezet door Japan.
In het najaar van 1944 werd het zuiden van Nederland door het Britse, Amerikaanse, Canadese en Poolse leger bevrijd van de nazi-bezetting. Op 5 mei 1945 gaf het Duitse leger zich over en was heel het Europese deel van het Koninkrijk der Nederlanden bevrijd, op papier dan. Door de Georgische Opstand te Texel is er nog hevig gevochten op het eiland. Texel is uiteindelijk als laatste deel van Europa bevrijd van de Duitse bezetting, op 20 mei 1945. Nederlands-Indië werd op dat moment nog bezet door het Japanse leger. Japan gaf zich over op 15 augustus 1945.
Na de Tweede Wereldoorlog raakte het dekolonisatieproces in een stroomversnelling. Onder druk van de Verenigde Naties en de Verenigde Staten moest het Koninkrijk der Nederlanden toestaan dat Indonesië een zelfstandige staat werd. In Azië bleef alleen Nederlands-Nieuw-Guinea nog tot het koninkrijk behoren.

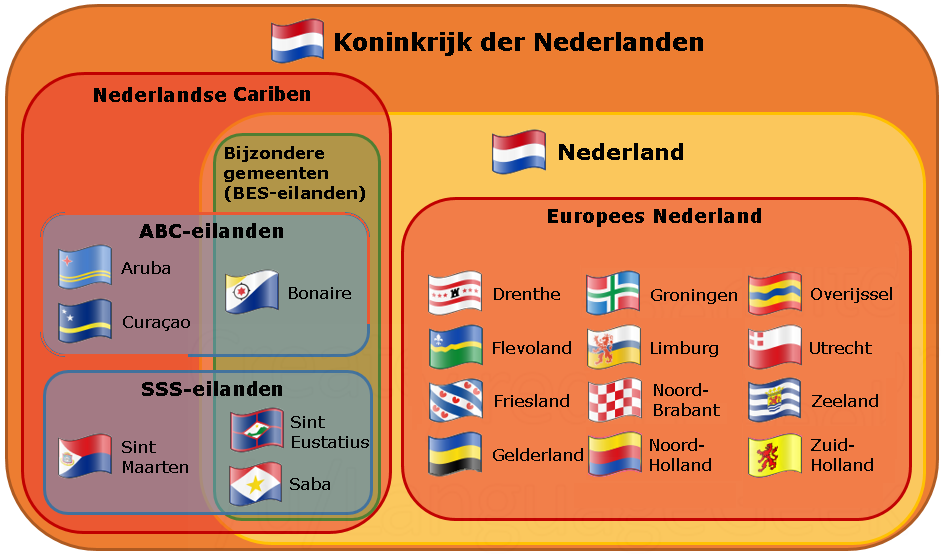
Overzicht Koninkrijk der Nederlanden per 2010

In 1954 werd de koloniale relatie tussen Nederland, Suriname, de Nederlandse Antillen beëindigd door de totstandkoming van het Statuut voor het Koninkrijk der Nederlanden. Suriname en de Nederlandse Antillen kregen beiden de status van land en daarmee onder andere autonomie op het gebied van binnenlands bestuur.
Nederlands-Nieuw-Guinea werd buiten het Statuut gehouden. Het werd een overzees gebiedsdeel van het koninkrijk, ook al kwam het na de inwerkingtreding van het Statuut onder bestuur van het land Nederland. In 1956 werd deze praktijk in de grondwet geregeld met een nieuw derde lid van artikel 2: "De staatsinrichting van Nederlands Nieuw-Guinea wordt bij de wet geregeld." Deze wet was de 'Bewindsregeling Nieuw-Guinea'.
In 1962 kwam Nieuw-Guinea onder VN-bewind, om in 1963 onder bestuur van Indonesië te komen.
In 1975 trad Suriname uit het koninkrijk en werd een onafhankelijke republiek. In 1986 kreeg Aruba, tot dan toe onderdeel van de Nederlandse Antillen, de status aparte en werd daarmee een zelfstandig land binnen het koninkrijk. Het Koninkrijk der Nederlanden bestond tussen 1986 en 2010 uit drie landen: Nederland, de Nederlandse Antillen en Aruba. Op 10 oktober 2010 werden de Nederlandse Antillen opgeheven en gingen ook Curaçao en Sint Maarten als autonome landen binnen het koninkrijk verder. Bonaire, Sint Eustatius en Saba, de BES-eilanden, kregen de status van openbaar lichaam binnen het land Nederland.

## Staatsinrichting

Staatskundige structuur van het Koninkrijk

De Grondwet voor het Koninkrijk der Nederlanden en de staatsregelingen van de landen mogen niet in strijd zijn met het Statuut voor het Koninkrijk der Nederlanden. De staatsinrichting van Nederland wordt geregeld in de Grondwet voor het Koninkrijk der Nederlanden, verder zijn er de Staatsregeling van Aruba (1985), de Staatsregeling van Curaçao (2010) en de Staatsregeling van Sint Maarten (2010). In de Grondwet voor het Koninkrijk der Nederlanden vinden tevens de organen van het koninkrijk die in het Statuut worden genoemd hun regeling, met aanvullingen door het Statuut waar het koninkrijksaangelegenheden betreft die Aruba, Curaçao en/of Sint Maarten raken. Statuut en Grondwet geven beiden richting aan het staatsbestel van het koninkrijk als geheel. Het Statuut in Koninkrijksaangelegenheden die de koninkrijk-landen Aruba, Curaçao en/of Sint Maarten direct raken, de Grondwet in alle andere situaties, behoudens de situaties die geregeld worden door de Staatsregelingen van Aruba, Curaçao en/of Sint Maarten.
Het Statuut noemt de instellingen die het koninkrijk heeft. Genoemd worden onder meer de Kroon, de Ministerraad, de Raad van State en de wetgevende macht van het koninkrijk. Omdat deze allen volgens artikel 5 lid 1 van het Statuut, hun regeling in de Grondwet vinden en deze Grondwet die instellingen ook aanwendt voor het bestuur over Nederland is het niet juist om het koninkrijk als een bondsstaat te kwalificeren. De instellingen van het koninkrijk zijn (art. 5 lid 1 van het Statuut) dezelfde instellingen die de Grondwet kent. Waarbij het statuut voorziet in aanvullingen voor bepaalde situaties, namelijk de in het statuut genoemde koninkrijksaangelegenheden die Aruba, Curaçao en/of Sint Maarten raken. Indien het gaat om Koninkrijksaangelegenheden die Curaçao, Sint Maarten of Aruba niet raken, treedt Nederland, de jurisdictie bestuurd door de Grondwet, in de hoedanigheid van het Koninkrijk der Nederlanden, volgens het bepaalde in de Grondwet, zelfstandig naar binnen en naar buiten op, zonder daarbij gebruik te maken van de bepalingen van het Statuut. De drie andere landen kunnen dat niet, ook niet waar het gaat om aangelegenheden van het koninkrijk die Nederland niet zouden raken en zijn daarbij 'gebonden' aan de procedures die zijn omschreven in het Statuut (zie toelichtend memorandum van het Statuut bij de secretaris-generaal der Verenigde Naties, ingediend sinds april 1955).
Dat gekozen is voor dit model, ligt voor de hand, gelet op de grote verschillen tussen Nederland en de drie andere landen. Alleen al het verschil in bevolkingsaantallen en economische betekenis maakt dat een Nederlands overwicht verdedigbaar werd geacht. Het Statuut gaat dan ook niet uit van gelijkheid maar van gelijkwaardigheid van de vier landen.
Een opmerkelijke uiting van dit model is dat Nederland volwaardig lid is van de Europese Unie (EU), terwijl de Caribische delen van het koninkrijk slechts geassocieerd zijn met de EU. Het komt erop neer dat Aruba, Bonaire, Curaçao, Saba, Sint Eustatius en Sint Maarten geen EU-grondgebied vormen, terwijl de burgers wel EU-burgers zijn.
Wijzigingen aan het Statuut voor het Koninkrijk der Nederlanden kunnen alleen worden voltrokken als alle landen binnen het koninkrijk het eens worden.

### Aangelegenheden
Onverminderd hetgeen elders in het Statuut wordt bepaald, zijn aangelegenheden van het koninkrijk: de handhaving van de onafhankelijkheid en de verdediging van het koninkrijk; de buitenlandse betrekkingen; het Nederlanderschap; de regeling van de ridderorden alsmede van de vlag en het wapen van het koninkrijk; de regeling van de nationaliteit van schepen en het stellen van eisen met betrekking tot de navigatie van zeeschepen, die de vlag van het Koninkrijk voeren, met uitzondering van zeilschepen; het toezicht op de algemene regels betreffende toelating en uitzetting van Nederlanders en op de algemene voorwaarden voor toelating en uitzetting van vreemdelingen en de uitlevering. Daarnaast kunnen andere onderwerpen in gemeen overleg tot aangelegenheden van het Koninkrijk worden verklaard.
Artikel 43 van het Statuut bepaalt verder dat het waarborgen van de fundamentele menselijke rechten en vrijheden, de rechtszekerheid en de deugdelijkheid van bestuur aangelegenheid is van het koninkrijk. Aangelegenheden van het koninkrijk die Aruba, Curaçao en/of Sint Maarten niet direct raken worden geregeld volgens de bepalingen van de Grondwet (en dus feitelijk door Nederland).

#### Kroon van het koninkrijk
De Kroon van het koninkrijk wordt gedragen door de erfelijke koning der Nederlanden. Hij is staatshoofd van het koninkrijk en voert de regering over het koninkrijk en over de landen afzonderlijk. In Aruba, Curaçao en Sint Maarten vertegenwoordigt een gouverneur de koning als staatshoofd van het koninkrijk in diens uitoefening van de regering over het betroffen land.

#### Koninkrijksregering
De regering van het koninkrijk (Koninkrijksregering) is medewetgever en belast met het bestuur over het koninkrijk. Volgens art. 5 lid 1 van het Statuut vindt deze zijn regeling in de grondwet, met aanvullingen in het Statuut over Koninkrijksaangelegenheden die Aruba, Curaçao en / of St. Maarten raken of worden geacht te raken. Over de precieze samenstelling bestaat in de literatuur verschil van mening. Sommige schrijvers stellen dat de Koninkrijksregering bestaat uit de Nederlandse regering (koning en ministers), aangevuld met de gevolmachtigde ministers van Aruba, Curaçao en Sint Maarten. Of, met andere woorden, de Koninkrijksregering bestaat uit de Koning en de Rijksministerraad. Dit naar analogie met de situatie in Nederland, waarin de regering bestaat uit de Koning en de Ministerraad. Anderen menen dat de gevolmachtigde ministers weliswaar deel uitmaken van de Rijksministerraad, maar geen (of slechts in oneigenlijke zin) lid zijn van de regering. Zo stelt Borman dat de Koninkrijksregering bestaat uit de Koning en de ministers van het koninkrijk, dat wil zeggen de ministers die door de koning benoemd zijn volgens de grondwet. Hoewel de gevolmachtigde ministers van Aruba, Curaçao en Sint Maarten deel uitmaken van de Rijksministerraad, zijn zij geen minister van het koninkrijk en maken derhalve geen deel uit van de Koninkrijksregering, aldus Borman. Hij baseert dit onder meer op het feit dat de gevolmachtigde ministers niet politiek verantwoordelijk zijn jegens de Staten-Generaal, en niet ministerieel verantwoordelijk zijn voor het handelen van de koning. Dit blijkt uit het feit dat de gevolmachtigd minister geen wetgeving contrasigneert. In de praktijk wordt over het regeringsbeleid, waar het koninkrijksaangelegenheden betreft die een van de Caraïbische landen raken, beraadslaagd en beslist in de Rijksministerraad zoals bepaald in het Statuut.

#### Wetgever van het koninkrijk
De wetgever van het koninkrijk bestaat uit de (Nederlandse) Staten-Generaal en de Koninkrijksregering tezamen. Art. 15, 16 en 17 Statuut geven echter enige participatie aan de Staten van Aruba respectievelijk Curaçao en Sint Maarten.
Het ontbreken van een volwaardig parlement voor het gehele Koninkrijk is volgens sommige politici een groot democratisch tekort. In 1997 pleitte Ernst Hirsch Ballin in de Eerste Kamer voor het oprichten van een Koninkrijksparlement. Op 11 november 2009 bracht de commissie Democratisch Deficit het rapport Kiezen voor het Koninkrijk uit, over de democratische legitimiteit van besluitvorming en controle op Koninkrijksniveau.
Een wet die door de wetgever van het koninkrijk, zoals bepaald in het Statuut wordt uitgevaardigd wordt rijkswet genoemd. Een voorbeeld van een rijkswet is de Rijkswet op het Nederlanderschap. De gevolmachtigde minister van Aruba, Curaçao of Sint Maarten is gemachtigd aan de Tweede Kamer voor te stellen om een rijkswetsvoorstel in te dienen. Op basis van een rijkswet kan een Algemene Maatregel van Rijksbestuur worden opgesteld.

#### Raad van State van het koninkrijk
De Raad van State van het Koninkrijk bestaat uit de grondwettelijke Raad van State uitgebreid met door de koning benoemde leden namens Aruba, Curaçao en Sint Maarten (op verzoek van de regering van het betrokken land).

#### Rechtspraak

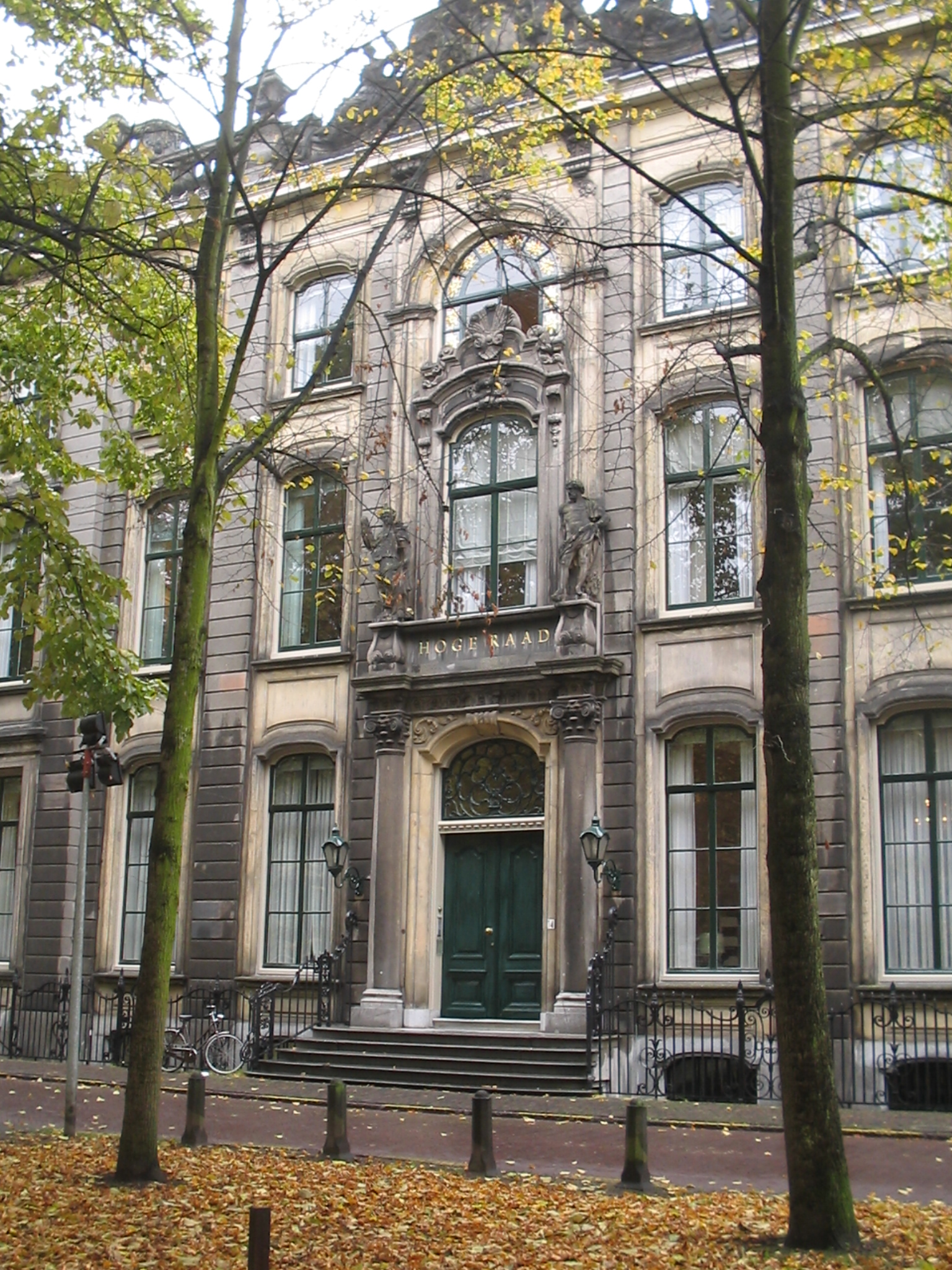
Huis Huguetan aan het Lange Voorhout, Den Haag, waar de Hoge Raad der Nederlanden tot 2016 zetelde

In het Europese deel van Nederland worden zaken in eerste aanleg behandeld bij een van de elf rechtbanken. Men kan tegen uitspraken van een rechtbank in hoger beroep gaan bij een van de vier gerechtshoven of een van de bestuursrechtelijke hoger-beroepsinstanties. Aruba, Curaçao, Sint Maarten en de BES-eilanden hebben respectievelijk de gerechten in Eerste Aanleg en het Gemeenschappelijk Hof van Justitie. Van uitspraken van de Nederlandse gerechtshoven en het Gemeenschappelijk Hof van Justitie staat in beginsel cassatieberoep open bij de Hoge Raad der Nederlanden.
Op basis van het zogenaamde concordantiebeginsel, vastgelegd in artikel 39 van het Statuut, wordt onder meer het burgerlijke recht en het strafrecht in Nederland, Aruba, Curaçao en Sint Maarten zo veel mogelijk op overeenkomstige wijze geregeld. Dat maakt het mogelijk dat jurisprudentie van de Hoge Raad met betrekking tot een zaak die in het ene land speelt, vaak overeenkomstige gelding heeft in de andere drie landen van het koninkrijk.

### Samenwerkingsregeling
Op grond van artikel 38 van het Statuut functioneert op het terrein van wetgeving en bestuur tussen de landen Curaçao, Sint Maarten en Aruba een samenwerkingsregeling. De regeling is per 1 januari 1986 in werking getreden. In dit verband is onder meer een 'ministeriële samenwerkingsraad' uit deze landen ingesteld. Ook hebben de drie landen een Gemeenschappelijk Hof van Justitie en sinds 1996 een Kustwacht van de Nederlandse Antillen en Aruba.

## Landen

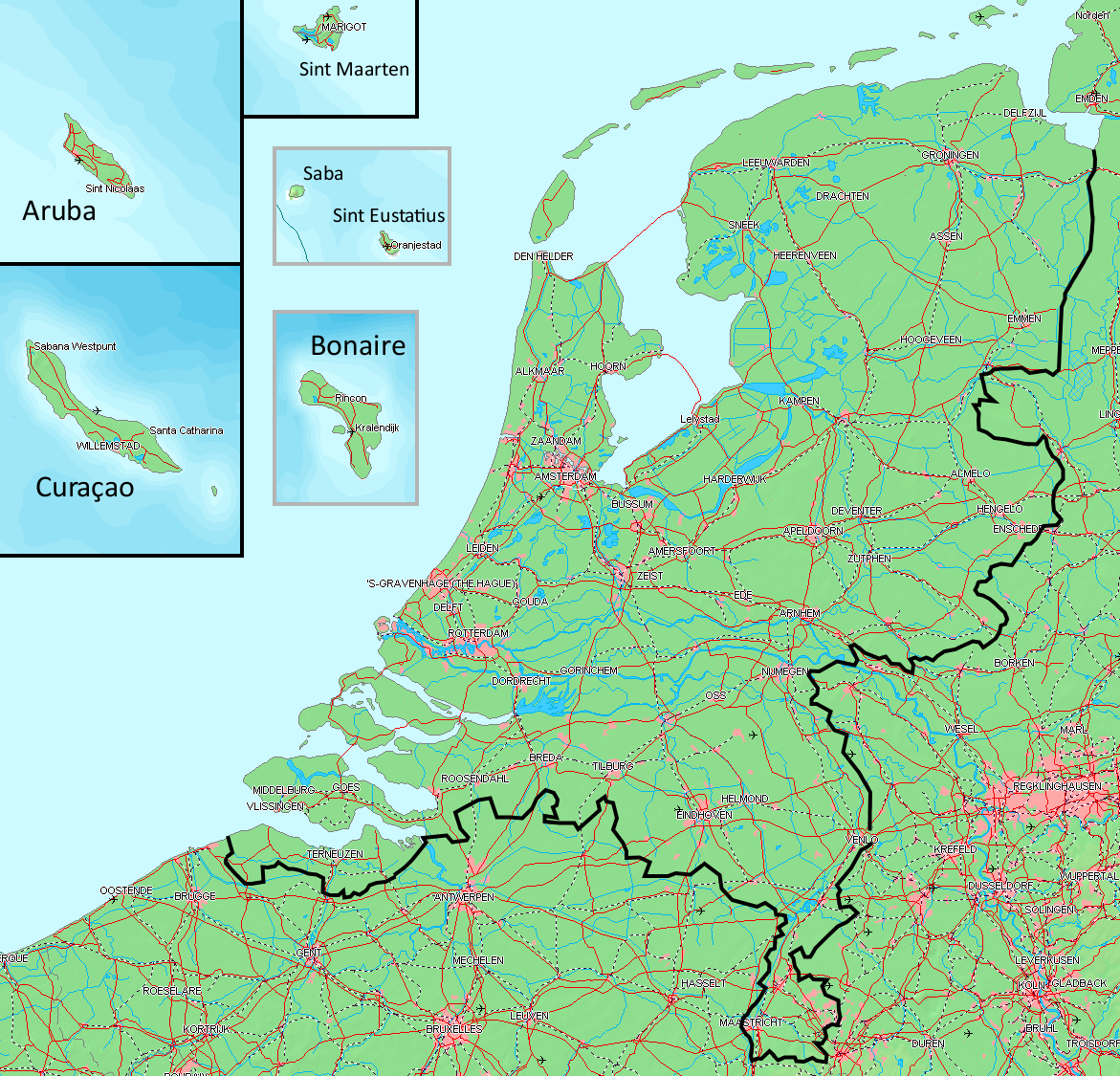
Kaart met de delen van het Koninkrijk op dezelfde schaal

### Nederland
Nederland is een gedecentraliseerde eenheidsstaat met als regering de Koning en de (Nederlandse) raad van ministers tezamen. Het volk wordt vertegenwoordigd door de Staten-Generaal, die bestaat uit een kamer van vertegenwoordigers en een kamer van senatoren.
Nederland kent drie territoriale bestuurslagen: het rijk, de provincie en de gemeente. Het land is onderverdeeld in twaalf provincies: Drenthe, Flevoland, Friesland, Gelderland, Groningen, Limburg, Noord-Brabant, Noord-Holland, Overijssel, Utrecht, Zeeland en Zuid-Holland. Elke provincie heeft een commissaris van de Koning, een College van Gedeputeerde Staten en een volksvertegenwoordiging in de vorm van de Provinciale Staten. De provincies zijn op hun beurt onderverdeeld in gemeentes, bestaande uit een burgemeester, een college van Burgemeester en Wethouders en een gemeenteraad. De Caribische eilanden Bonaire, Saba en Sint Eustatius vormen openbare lichamen van Nederland. Elk eiland heeft een Gezaghebber, Bestuurscollege en een Eilandsraad.
Een aparte, veel oudere functionele bestuurslaag vormen de waterschappen, met een dijkgraaf of watergraaf aan het hoofd.
Binnen de Europese Unie heeft Nederland een volwaardig lidmaatschap. Caribisch Nederland (de bijzondere gemeenten Bonaire, Saba en Sint Eustatius) heeft de status van landen en gebieden overzee (LGO).

### Aruba, Curaçao en Sint Maarten
Aruba, Curaçao en Sint Maarten zijn gecentraliseerde eenheidsstaten met als regering de Koning (vertegenwoordigd door de gouverneur) en respectievelijk de Arubaanse, Curaçaose en Sint Maartense raad van ministers tezamen. Het volk wordt vertegenwoordigd door respectievelijk de Staten van Aruba, de Staten van Curaçao en de Staten van Sint Maarten. De drie eilanden kennen elk één bestuurslaag: het land.
Binnen de Europese Unie hebben de eilanden de status van landen en gebieden overzee (LGO).

## Politiek

### Staatkundige vernieuwing
De laatste jaren bleek dat de huidige staatkundige stand van zaken binnen het koninkrijk niet bevredigend was. In 2010 is daarom het Statuut voor het Koninkrijk der Nederlanden herzien. Op alle eilanden in de Antillen zijn volksraadplegingen gehouden. Sint-Maarten en Curaçao gaven aan een status aparte zoals Aruba te verkiezen. De bevolkingen van Bonaire en Saba stemden voor opheffing van de Antillen en voor directe banden met Nederland. De inwoners van Sint Eustatius kozen als enigen voor het behoud van de Nederlandse Antillen. Deze wijzigingen zijn op 10 oktober 2010 in werking getreden.

### Homohuwelijk
Nederland was in 2001 het eerste land ter wereld dat het huwelijk voor partners van hetzelfde geslacht openstelde. De burgerlijke wetboeken van Aruba, Curaçao en Sint Maarten kennen een dergelijk huwelijk niet, terwijl het Burgerlijk Wetboek BES (voor Bonaire, Sint Eustatius en Saba) de bepaling sinds 2012 kent. Overigens is iedere in Nederland geregistreerde akte, dus ook een huwelijksakte, op grond van het Statuut geldig in het gehele Koninkrijk. Als een in Nederland getrouwd stel zich in een van de Caribische landen van het Koninkrijk vestigt, moet hun huwelijksakte daar dan ook ingeschreven worden – ongeacht het geslacht van de partners. Daarmee geeft een huwelijk tussen mensen van hetzelfde geslacht overigens niet dezelfde rechten.

### Toelatingsregelingen
Curaçao, Sint Maarten en Nederland (voor Caribisch Nederland) stellen toelatingseisen aan Europese Nederlanders die zich in de Caribische delen van het koninkrijk willen vestigen. Nederland stelt echter geen eisen aan Antillianen (waaronder inwoners van Aruba, Curaçao en Sint Maarten) die zich in het Europese deel van Nederland willen vestigen, omdat dat juridisch niet mogelijk is: zij hebben de Nederlandse nationaliteit, zijn daarmee EU-burgers en hebben daarom vrij toegang tot Europees Nederland en alle andere lidstaten van de Europese Unie. Aruba, Curaçao, Sint Maarten en Caribisch Nederland behoren niet tot het EU-grondgebied en hoeven dus andersom geen EU-burgers toe te laten.
Toenmalig minister voor Immigratie en Asiel Rita Verdonk werkte vanaf begin 2005 aan een regeling om het mogelijk te maken Antilliaanse en Arubaanse probleemjongeren terug te sturen. Deze regeling werd tot tweemaal toe sterk bekritiseerd door de Raad van State. Na het aantreden van het kabinet-Balkenende IV in 2007 (en daarmee het aftreden van Verdonk) werden deze plannen niet verder ontwikkeld.